# Retiflustra cornea
Retiflustra cornea är en mossdjursart som först beskrevs av Busk 1852.  Retiflustra cornea ingår i släktet Retiflustra och familjen Flustridae. Inga underarter finns listade i Catalogue of Life.